# Teatro Nuovo (Serravalle)
Il Teatro Nuovo è un teatro della Repubblica di San Marino che si trova a Dogana, curazia di Serravalle poco lontana dal confine con l'Italia. Edificato negli anni '70 del 1900 in stile nazionalista, ha una capienza di 872 posti di cui 604 in platea ed è il teatro più grande della Repubblica.